# Dorothy Crowfoot Hodgkin
Pour les articles homonymes, voir Hodgkin.
Dorothy Crowfoot Hodgkin, née le 12 mai 1910 au Caire et morte le 29 juillet 1994 à Ilmington, dans le Warwickshire, est une chimiste britannique.
Elle est une pionnière de la diffractométrie aux rayons X, méthode de cristallographie permettant de déterminer la géométrie en trois dimensions de molécules complexes, en particulier de molécules d'origine biologique.
Elle a reçu le prix Nobel de chimie de 1964 « pour sa détermination par des techniques aux rayons X des structures de substances biochimiques importantes ».
Bien qu'elle reconnût que son travail sur l’insuline fut le plus important de toute sa vie, elle ne cessa de lutter pour la paix et la justice sociale.

## Débuts
Dorothy Mary Crowfoot née le 12 mai 1910 au Caire en Égypte, de John Crowfoot, employé civil dans le département de l'Éducation de l'administration britannique d'Égypte, et de Grace Mary Crowfoot, archéologue et sage-femme dont elle est la fille aînée. Elle passe ses quatre premières années en Asie mineure, retournant en Angleterre seulement quelques mois par an. Elle passe la Première Guerre mondiale au Royaume-Uni, dans la famille de ses parents ou chez des amis, mais séparée de ses parents. Ses parents rentrent peu avant l'Armistice de 1918 avec une quatrième fille et la famille s'installe à Nettleham dans le Lincolnshire.
Éduquée à la maison jusqu'à l'âge de 10 ans, elle intègre la Sir John Leman High School à Beccles dans le Suffolk. C'est dans cette école qu'elle se découvre une passion pour la chimie et, à 11 ans, elle réalise sa première expérience seule en faisant fondre un fil de platine dans la flamme d'un réchaud à alcool. Pour ses 16 ans, sa mère lui offre un livre de W. H. Bragg, "Concerning the Nature of Things", avec lequel elle découvre le domaine de la cristallographie aux rayons X.

## Éducation et recherche
En 1928, elle entre au Somerville College, après avoir travaillé pendant plusieurs mois rattraper son retard en latin et en sciences. Après avoir obtenu son diplôme avec les honneurs de première classe, elle commence ses recherches en 1932 à l'université de Cambridge sous la tutelle de John Desmond Bernal, où elle étudie le potentiel de la diffractométrie de rayons X pour déterminer la structure des protéines. Elle devient alors son bras droit et publie de nombreux articles en collaboration avec lui.
En 1934, elle revient à Oxford pour enseigner. C'est à cette époque qu'on lui détecte une polyarthrite rhumatoïde qui l'handicapera toute sa vie. Là, elle se concentre sur ses recherches personnelles concernant la structure des protéines. Elle obtiendra son doctorat en 1937 pour ses travaux sur la cristallographie et la chimie des stérols. En parallèle de sa recherche, elle occupe à partir de 1936 un poste d'enseignante en chimie au Somerville College, poste qu'elle gardera jusqu'en 1977. Elle aura comme élève la future Margaret Thatcher, qui exposera un portrait de Dorothy Crowfoot dans son bureau de Downing Street. En 1960, elle est nommée Wolfson Research Professor à la Royal Society. Elle dirige également l'union internationale de cristallographie de 1972 à 1975.

### Structure de l'insuline
L'insuline est un de ses principaux sujets de recherche. Elle commence ses travaux en 1934 quand lui est offert par Robert Robinson un échantillon de cristaux d'insuline. Elle est la première à réussir à étudier cette molécule aux rayons X, ce qui lui vaut d'être publié dans le magazine Nature sous son nom seul, une exception pour l'époque. Elle, et d'autres, passent 25 ans à perfectionner cette technique, la structure de molécules de plus en plus complexes peut être analysée, jusqu'à ce que, 35 ans plus tard, en 1969, la structure de l'insuline soit enfin résolue.

### Structure de la pénicilline
En 1928, la pénicilline est découverte par Alexander Fleming et Dorothy Crowfoot décide de mener une expérience sur des souris infectées par des streptocoques pour voir l'effet de la molécule sur la maladie. En 1945, elle annonce avoir décrypté la structure de la molécule, dans le contexte de collaborations avec Barbara Low, Charles William Bunn et Anne Turner-Jones.

### La structure de la vitamine B12
On savait depuis 1926 que la consommation de viande de foie en quantité suffisante permet de guérir l'anémie pernicieuse. Grâce aux travaux de Mary Shorb, la substance active présente dans la viande de foie, la vitamine B12, a été isolée sous forme cristallisée en 1948, presque simultanément par l'équipe de Karl Folker du laboratoire Merck, puis par Lester Smith du laboratoire Glaxo. Une décennie plus tard, Dorothy Hodgkin détermina la structure chimique tridimensionnelle de cette molécule complexe à partir de ses clichés cristallographiques. Elle est alors la molécule la plus complexe, structurellement parlant, à avoir été décryptée.

## Activités sociales
En dépit de son rôle scientifique éminent, elle ne se tourne pas seulement vers la science. Elle se penche souvent sur les problèmes d'inégalités sociales et la réduction des risques de conflits armés. De 1976 à 1988, elle est présidente de la Pugwash qui veille à ce que les découvertes scientifiques ne soient pas utilisées pendant un conflit armé. Le Mouvement Pugwash recevra le prix Nobel de la paix en 1995.

## Distinctions
- 1947 : Fellow de la Royal Society[15]

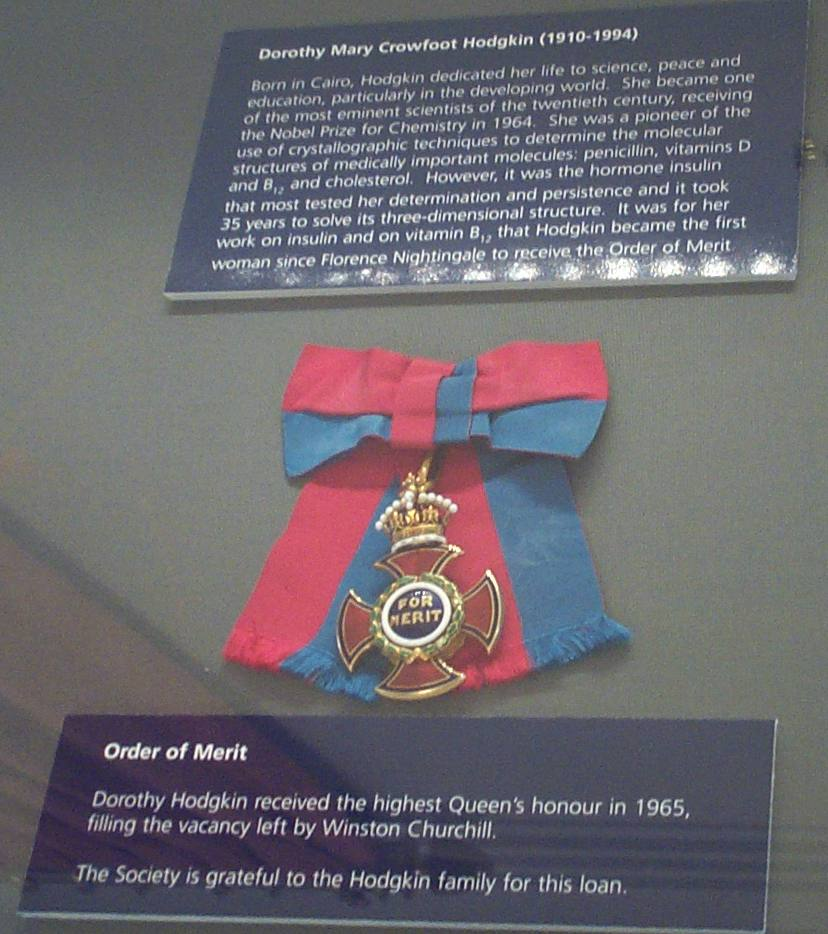
Ordre du mérite.

- 1956 : membre étrangère de l'Académie royale néerlandaise des arts et des sciences[15]
- 1958 : Académie américaine des arts et des sciences[15]
- 1964 : Prix Nobel de chimie[1]
- 1965 : Ordre du Mérite[16]
- 1976 : médaille Copley par la Royal Society[16]
- 1982 : médaille Lomonosov[16]
- 1987 : Prix Lénine pour la paix[16]

Elle est également chancelière de l'Université de Bristol de 1970 à 1988.

## Hommages
- L'astéroïde (5422) Hodgkin, découvert le 23 décembre 1982, est nommé en son honneur[16].

- Une bourse Dorothy Hodgkin a été créée à la Royal Society afin de contribuer au soutien financier des chercheurs dans leurs travaux de recherche[17].

- Plusieurs plaques commémoratives (blue plaques) se trouvent en Grande-Bretagne dont une en particulier, a été inaugurée le 6 mai 2014 au laboratoire de chimie inorganique de l'Université d'Oxford où elle travaillait[18].

## Vie privée

### Personnalité
Hodgkin inspira le dévouement à ses étudiants et collègues. Même les plus jeunes d'entre eux la connaissaient simplement sous le nom de Dorothy. Ses études structurales de molécules biologiquement importantes ont établi des normes pour un domaine en plein développement au cours de sa vie professionnelle. 
Elle a apporté des contributions fondamentales à la compréhension de la manière dont ces molécules accomplissent leurs tâches dans le système vivant.

### Mentor
Son mentor scientifique, John Desmond Bernal, l'influence beaucoup scientifiquement et politiquement. C'est un scientifique réputé, un membre du parti communiste jusqu'à l'invasion de la Hongrie par l'URSS. C'est un chimiste qui croie en l'égalité des chances pour les femmes,. 
Dans son laboratoire, Hodgkin a prolongé les travaux qu'il avait commencés sur des molécules biologiques dont les stérols. Elle l'a aidé à réaliser les premières études de diffraction des rayons X sur la pepsine et la cristalline,.
Elle se réfère à lui toujours comme un « sage », l'aime et l'admire sans réserve et ils ont quelques périodes de vie conjugale, leur mariage respectif n'est cependant pas serein[pas clair],.

### Santé

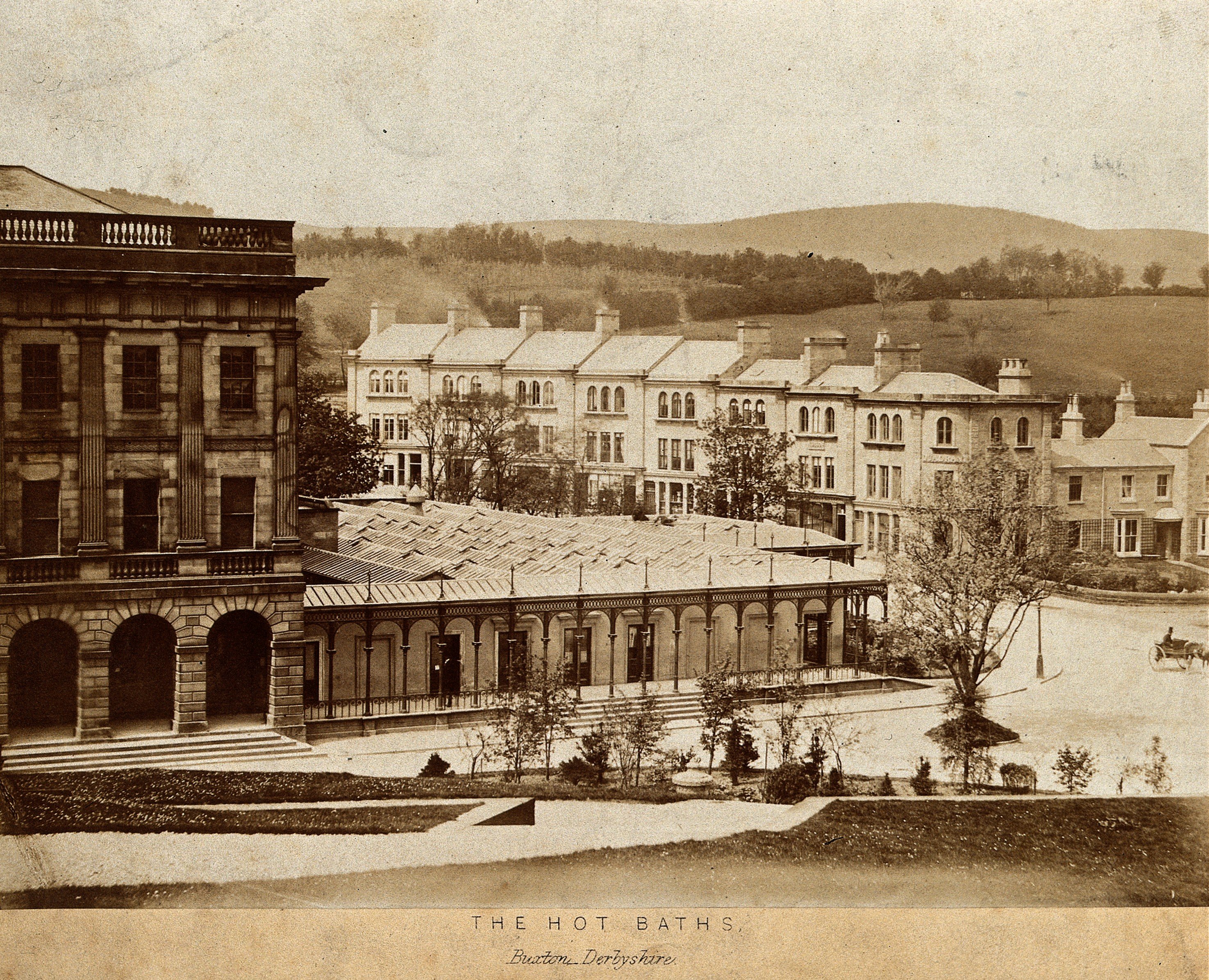
Bain thermaux à Buxton, Derbyshire

En 1934, à l'âge de 24 ans, Dorothy commence à ressentir des douleurs aux mains, les faisant enfler et se déformer. On lui diagnostique une polyarthrite rhumatoïde et elle se rend dans une clinique de Buxton pour des bains thermaux et des traitements à l'or. Après quelques soins, Hodgkin retourne au laboratoire, où elle a du mal à utiliser l'interrupteur principal de l'équipement à rayons X en raison de l'état de ses mains. Elle crée elle-même un levier pour pouvoir utiliser l'interrupteur. Son état devient progressivement pire et paralysant avec le temps, avec des déformations des mains et des pieds et des périodes de douleur prolongées. Même si Hodgkin passe beaucoup de temps en fauteuil roulant au cours de ses dernières années, elle reste scientifiquement active dans sa carrière.

### Mariage
En 1937, Dorothy se marie avec Thomas Hodgkin, qui fut aussi pendant un temps membre du parti communiste. Le couple a trois enfants.